# Acrodytes daudinii
Espèce
"Acrodytes" daudinii est une espèce d'amphibiens de la famille des Hylidés du Brésil dont la position taxonomique est incertaine (Incertae sedis).

## Publication originale
- Parker, 1868 : A Monograph on the Structure and. Development of the Shoulder-Girdle and Sternum in the Vertebrata. The Ray Society, p. 1-237 (texte intégral).